# Sakuleva
Sakuleva, Sekuleva, Sakulina ili Jelaška reka (makedonski: Јелашка Река, grčki: Σακουλέβας, Sakulevas) je rijeka u Grčkoj i Sjevernoj Makedoniji.
Rijeka Sakuleva izvire u Grčkoj u Lerinskom kraju na Baba-Planini, zatim teče na istok kroz usku kotlinu tako dospijeva do Pelagonije i grada Lerina. Tu u ravnici rijeka mijenja tok i teče prema sjeveru, prolazi pored sela Marina (nekadašnja Sekuleva). Zatim prolazi grčko-sjevernomakedonsku granicu i pravi veliki zavoj te se kod sela Broda ulijeva u Crnu reku, kao desni pritok.